# هيلدبورغهاوزن
هيلدبورغهاوزن (بالألمانية: Hildburghausen) هي بلدة و بلدة ألمانية تقع في ألمانيا في هيلدبورغهاوزن.  يقدر عدد سكانها بـ 12,284 نسمة .

## المدن التوأمة
مدن كيشفاردا و فورسلن هي مدن توأمة لـهيلدبورغهاوزن.

## أعلام
- إرنست واغنر
- فرانشيسكا فريتز
- لويزا فون ساكسن هيلدبورغ هاوزن
- صوفي يونغهانز
- هانس ماير
- إرنست، دوق ساكس هيلدبورغهاوزن
- ماري ساكس التينبورغ
- لويز أميرة الدنمارك
- جوزيف ماير